# Stadio Vigen Shirinyan
Lo stadio Vigen Shirinyan (in armeno Վիգեն Շիրինյանի) è un impianto sportivo per il gioco del calcio ubicato nella città di Martakert, nella ex repubblica dell'Artsakh.
Ha ospitato le partite del Jraberd, squadra partecipante al campionato di calcio dell'Artsakh.
In previsione della coppa europea di calcio ConIFA 2019, organizzata in Artsakh nel giugno 2019, l'impianto fu soggetto a lavori di rifacimento che riguardavano le tribune (scoperte) la cui capienza è passata da 1000 a 3000 posti a sedere, gli spogliatoi, la palestra e i servizi accessori.